# Scundu
Scundu è un comune della Romania di 2 181 abitanti, ubicato nel distretto di Vâlcea, nella regione storica dell'Oltenia. 
Il comune è formato dall'unione di 4 villaggi: Avrămești, Blejani, Crineu, Scundu. È praticata molto l'agricoltura di terreni e l'allevamento di bovini, suini e caprini.